# James Johnston Navagh
James Johnston Navagh (Buffalo, 4 aprile 1901 – Roma, 2 ottobre 1965) è stato un vescovo cattolico statunitense.

## Biografia
James Johnston Navagh nacque a Buffalo, nello stato di New York, il 4 aprile 1901 da George e Catherine Navagh.

### Formazione e ministero sacerdotale
Conseguì un Bachelor of Arts presso il Canisius College di Buffalo e un Master of Arts presso la Niagara University di Lewiston.
Il 21 dicembre 1929 fu ordinato presbitero per la diocesi di Buffalo nella cattedrale diocesana. In seguito fu curato presso la chiesa della Santa Croce a Buffalo fino al 1937 e poi parroco della parrocchia di Nostra Signora del Monte Carmelo a Brant. Nel 1939 venne nominato primo direttore dell'apostolato missionario della diocesi di Buffalo. In questo ruolo aiutò a formare i sacerdoti appena ordinati nelle condizioni reali delle parrocchie e a costruire le parrocchie in comunità con ridotte popolazioni cattoliche. Scrisse anche un libro sulle sue esperienze. Dal 1940 al 1942 fu anche parroco della parrocchia di San Giuseppe a Fredonia.

### Ministero episcopale
Il 29 luglio 1952 papa Pio XII lo nominò vescovo ausiliare di Raleigh e titolare di Ombi. Ricevette l'ordinazione episcopale il 24 settembre successivo nella cattedrale di San Giuseppe a Buffalo dall'arcivescovo Amleto Giovanni Cicognani, delegato apostolico negli Stati Uniti d'America, co-consacranti il vescovo ausiliare di Brooklyn Raymond Augustine Kearney e quello di New York James Henry Ambrose Griffiths.
Il 2 maggio 1957 lo stesso pontefice lo nominò vescovo di Ogdensburg.
Il 12 febbraio 1963 papa Giovanni XXIII lo nominò vescovo di Paterson. Prese possesso della diocesi il 9 maggio 1963.
Il 2 ottobre 1965 fu colpito da un attacco di cuore nell'Hotel Cavalieri Hilton di Roma. Stava partecipando alla quarta sessione del Concilio Vaticano II. Venne ricoverato all'ospedale Salvator Mundi. Monsignor Joseph Aloysius Durick, vescovo coadiutore di Nashville gli amministrò il viatico. Morì alle 14:35. Il 4 ottobre l'arcivescovo di Newark Thomas Aloysius Boland celebrò una messa in suffragio nella chiesa di Santa Susanna alle Terme di Diocleziano. Il giorno seguente la salma venne rimpatriata accompagnata da monsignor Vincent Stanislaus Waters, vescovo di Raleigh, e da padre Bernard Pruoak segretario ad interim del defunto.
Le esequie si tennero l'8 ottobre nella cattedrale di San Giovanni Battista a Paterson e furono presiedute da monsignor Boland. L'omelia venne pronunciata da monsignor Waters. È sepolto nel Calvary Cemetery di Paterson.
Fu il terzo vescovo originario della diocesi di Buffalo a morire durante il Concilio. Gli altri furono Joseph Aloysius Burke nel 1962 e Leo Richard Smith nel 1963.
Lasciò il ricordo di una persona che visse nella semplicità spendendosi molto per i poveri.

## Genealogia episcopale
La genealogia episcopale è:
- Cardinale Scipione Rebiba
- Cardinale Giulio Antonio Santori
- Cardinale Girolamo Bernerio, O.P.
- Arcivescovo Galeazzo Sanvitale
- Cardinale Ludovico Ludovisi
- Cardinale Luigi Caetani
- Cardinale Ulderico Carpegna
- Cardinale Paluzzo Paluzzi Altieri degli Albertoni
- Papa Benedetto XIII
- Papa Benedetto XIV
- Papa Clemente XIII
- Cardinale Marcantonio Colonna
- Cardinale Giacinto Sigismondo Gerdil, B.
- Cardinale Giulio Maria della Somaglia
- Cardinale Carlo Odescalchi, S.I.
- Cardinale Costantino Patrizi Naro
- Cardinale Lucido Maria Parocchi
- Papa Pio X
- Cardinale Gaetano De Lai
- Cardinale Raffaele Carlo Rossi, O.C.D.
- Cardinale Amleto Giovanni Cicognani
- Vescovo Leo Richard Smith